# Ernst Hinterseer
Ernst Hinterseer (Kitzbühel, 27 febbraio 1932) è un ex sciatore alpino e allenatore di sci alpino austriaco, campione olimpico e iridato nello slalom speciale a Squaw Valley 1960.

## Biografia
Hinterseer è stato il primo esponente di una famiglia di atleti di alto livello: i suoi figli Ernst, Guido e Hansi furono a loro volta sciatori alpini e suo nipote Lukas è un calciatore convocato anche dalla Nazionale austriaca.

### Carriera sciistica

#### Stagioni 1952-1954
Sciatore polivalente con maggior propensione alle prove tecniche attivo dal 1952, Ernst Hinterseer debuttò in campo internazionale in occasione del trofeo 3-Tre 1953 (Canazei, 6-8 marzo), dove si classificò 3º in slalom gigante e 4º in slalom speciale, e nello stesso anno si piazzò 2º nello slalom speciale e 3º nella combinata dell'Otto Furrer Memorial (Zermatt, 20-22 marzo).
Nel 1954 fu 3º nello slalom speciale del Montafon (Schruns, 16-17 gennaio), al trofeo dell'Hahnenkamm (Kitzbühel, 22-24 gennaio) si classificò 3º sia nello slalom speciale sia nella combinata e ottenne il primo successo in carriera ai Campionati austriaci 1954 (Badgastein, 4-7 febbraio), dove vinse il titolo nazionale nello slalom gigante; nello stesso anno si piazzò 3º nello slalom speciale del trofeo Holmenkolen-Kandahar (Oppdal, 19-21 febbraio) e debuttò ai Campionati mondiali: nella rassegna iridata di Åre 1954 (1-7 marzo) si classificò 38º nello slalom speciale, la sola gara nella quale prese il via. Nel prosieguo della stagione vinse il Gornergrat Derby e fu 2º nello slalom speciale e 3º nella combinata dell'Otto Furrer Memorial (Zermatt, 19-21 marzo) e si classificò 2º e 3º nei due slalom giganti e 2º nello slalom speciale e nella combinata della 3-Tre (Marmolada, 26-28 marzo).

#### Stagioni 1955-1957
Nel 1955 si piazzò 3º nello slalom speciale e nella combinata al trofeo dell'Hahnenkamm (Kitzbühel, 15-16 gennaio), vinse lo slalom speciale e fu 2º nella combinata del Grand Prix de Chamonix (Chamonix, 26-27 febbraio) e vinse lo slalom speciale del Grand Prix du Printemps (Val-d'Isère, 28 marzo-1 aprile) e lo slalom gigante dell'Otto Linher Memorial (Zürs, 2-3 aprile). Ai VII Giochi olimpici invernali di Cortina d'Ampezzo 1956 (26 gennaio-5 febbraio), suo esordio olimpico, si classificò 6º nello slalom gigante, la sola gara nella quale prese il via; al successivo Otto Furrer Memorial (Zermatt, 16-18 marzo) vinse lo slalom speciale e la combinata e si piazzò 2º nella discesa libera e alla 3-Tre (Marmolada, 23-25 marzo) s'impose nella discesa libera, nello slalom gigante e nella combinata.
Nel 1957 fu 2º nello slalom speciale del trofeo del Lauberhorn (Wengen, 12-13 gennaio) e in quello dell'Hahnenkamm di Kitzbühel (19-20 gennaio); alla Settimana internazionale degli sport invernali di Garmisch-Partenkirchen (31 gennaio-3 febbraio) si classificò 2º sia nello slalom gigante sia nello slalom speciale, al Czech-Marusarzówna Memorial (Zakopane, 22-24 marzo) vinse lo slalom gigante, al Grand Prix du Printemps (Méribel/Courchevel, 28-31 marzo) vinse entrambi gli slalom speciali e il secondo dei due slalom giganti e chiuse la stagione vincendo lo slalom gigante dell'Otto Linher Memorial (Zürs, 7 aprile).

#### Stagioni 1958-1960
Nel 1958 si piazzò 2º nello slalom speciale dell'Internationalen Adelbodner Skitage (Adelboden, 5-6 gennaio), 2º nello slalom gigante, 2º nello slalom speciale e 3º nella combinata di Kitzbühel (17-19 gennaio) e ai Mondiali di Badgastein 1958 (2-9 febbraio) non completò lo slalom speciale, la sola gara nella quale prese il via; il mese dopo durante il trofeo Arlberg-Kandahar (Sankt Anton am Arlberg, 7-9 marzo) si fratturò una gamba durante le prove della discesa libera.
Tornato alle gare nel gennaio del 1959, quell'anno fu 3º nello slalom speciale dell'Arlberg-Kandahar (Garmisch-Partenkirchen, 5-7 febbraio), vinse quello di Rottach-Egern (Wallberg, 7-8 marzo), lo slalom gigante del Grand Prix du Maurienne disputato a La Toussuire il 5 aprile e lo slalom gigante e lo slalom speciale del Grand Prix du Savoie (Méribel/Courchevel, 8-10 aprile); in chiusura di stagione si classificò 3º nello slalom gigante dell'Otto Linher Memorial (Zürs, 19 aprile) e vinse il trofeo di Sölden (Hochsölden/Obergurgl, 24-26 aprile), piazzandosi 1º e 2º nei due slalom giganti della manifestazione. Nel 1960 fu 3º nello slalom speciale del Lauberhorn (Wengen, 9-10 gennaio) e ai successivi VIII Giochi olimpici invernali di Squaw Valley 1960 (19-27 febbraio), suo congedo olimpico e iridato, vinse la medaglia d'oro nello slalom speciale e quella di bronzo nello slalom gigante, entrambe valide anche ai fini dei Mondiali 1960; chiuse la carriera in occasione dello slalom gigante dell'Otto Linher Memorial (Zürs, 10 aprile), chiuso da Hinterseer al 6º posto.

### Carriera da allenatore
Dopo il ritiro partecipò al circuito professionistico di sci alpino, vincendo il titolo mondiale nel 1963, e in seguito divenne allenatore prima nei quadri della Federazione sciistica dell'Austria (dal 1967 al 1974), poi in quelli della Germania Ovest (dal 1974 al 1976).

## Palmarès

### Olimpiadi
- 2 medaglie, valide anche ai fini dei Campionati mondiali:
  - 1 oro (slalom speciale a Squaw Valley 1960)
  - 1 bronzo (slalom gigante a Squaw Valley 1960)

### Classiche
3-Tre
- 3 vittorie (discesa libera, slalom gigante, combinata a Marmolada 1956)

Grand Prix de Chamonix
- 1 vittoria (slalom speciale a Chamonix 1955)

Grand Prix du Maurienne
- 1 vittoria (slalom gigante/1 a La Toussuire 1959)

Grand Prix du Printemps
- 4 vittorie (slalom speciale a Val-d'Isère 1955; slalom gigante/2, slalom speciale/1, slalom speciale/2 a Méribel/Courchevel 1957)

Grand Prix du Savoie
- 2 vittorie (slalom gigante, slalom speciale a Méribel/Courchevel 1959)

Otto Furrer Memorial
- 3 vittorie (Gornergrat Derby a Zermatt 1954; slalom speciale, combinata a Zermatt 1956)

Otto Linher Memorial
- 2 vittorie (slalom gigante a Zürs 1955; slalom gigante a Zürs 1957)

### Campionati austriaci
- 8 medaglie[senza fonte]:
  - 2 ori (slalom gigante[1][8] nel 1954; combinata nel 1956)
  -  5 argenti (discesa libera, slalom speciale nel 1956; slalom gigante nel 1958; slalom gigante nel 1959; slalom gigante nel 1960)
  -  1 bronzo (slalom gigante nel 1956)[senza fonte]

## Riconoscimenti

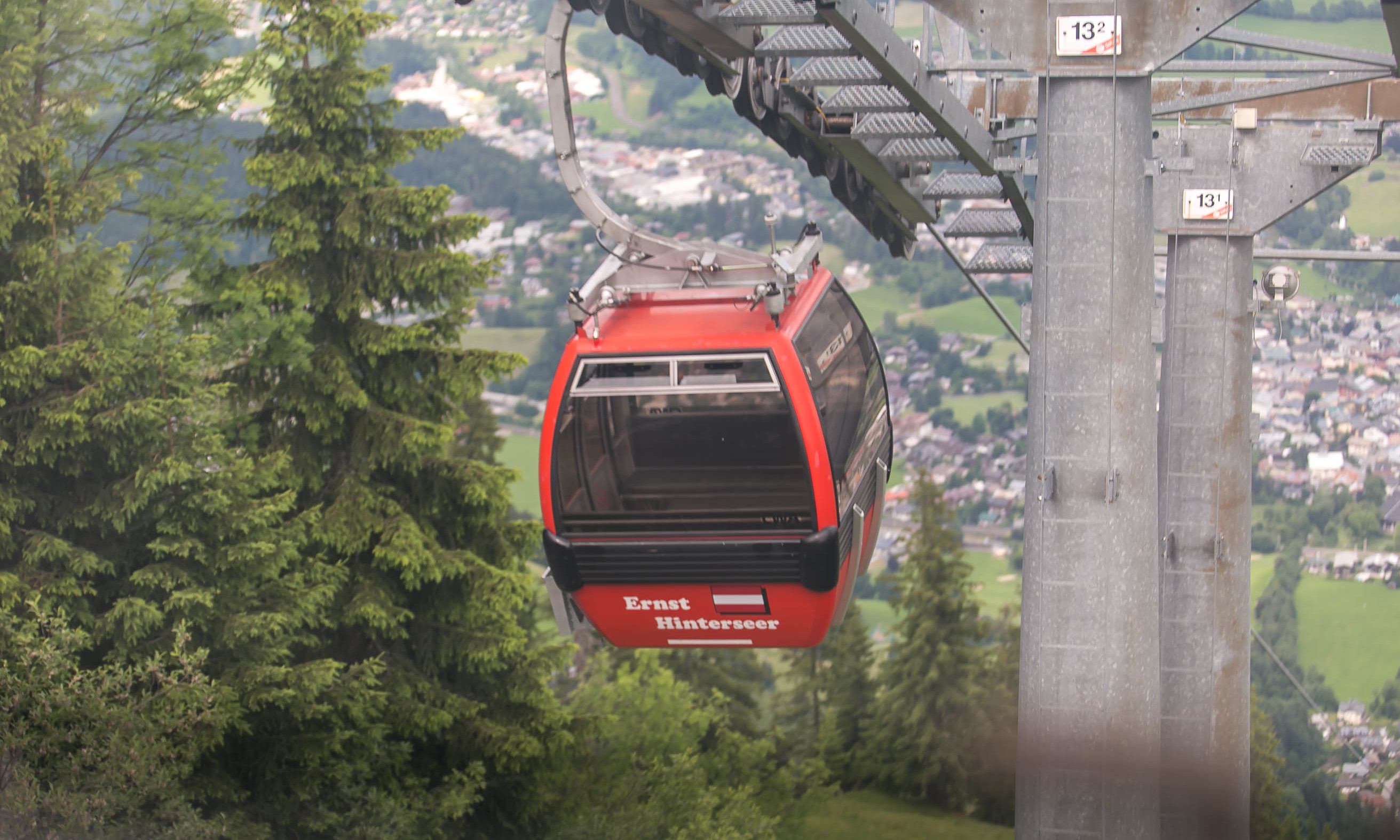
La cabina dedicata a Ernst Hinterseer sulla funivia Hahnenkammbahn di Kitzbühel

- Sportivo austriaco dell'anno nel 1960[1]